# Mario Wildmann
Mario Wildmann (* 17. November 1975) ist ein ehemaliger deutscher Fußballspieler.

## Werdegang
Wildmann begann mit dem Fußballspielen in der Jugend des SV Kirchzarten. 1990 wurde er mit der Südbadischen Auswahl Deutscher U15-Meister der Landesverbände; 1992 Europameister mit der U16-Nationalmannschaft auf Zypern. Ab der B-Jugend wechselte er zum SC Freiburg, bevor er in den letzten beiden Jugendjahren für den VfB Stuttgart spielte.
Nach seiner Jugendzeit wurde er in die Bundesligamannschaft des VfB Stuttgart übernommen und kam auf vier Bundesligaspiele. 1996 holte ihn Ralf Rangnick zum SSV Reutlingen 05. Mit Reutlingen gewann er 1997 die Deutsche Amateurmeisterschaft und stieg im Jahr 2000 in die 2. Fußball-Bundesliga auf. Von 2001 bis 2003 spielte er bei Rot-Weiß Oberhausen. Zum Abschluss seiner Karriere wechselte er 2003 zur SpVgg 07 Ludwigsburg und 2004 zum SGV Freiberg, wo er nach seiner aktiven Zeit ab 2005 als Co-Trainer tätig war.